# Chromosomy politeniczne

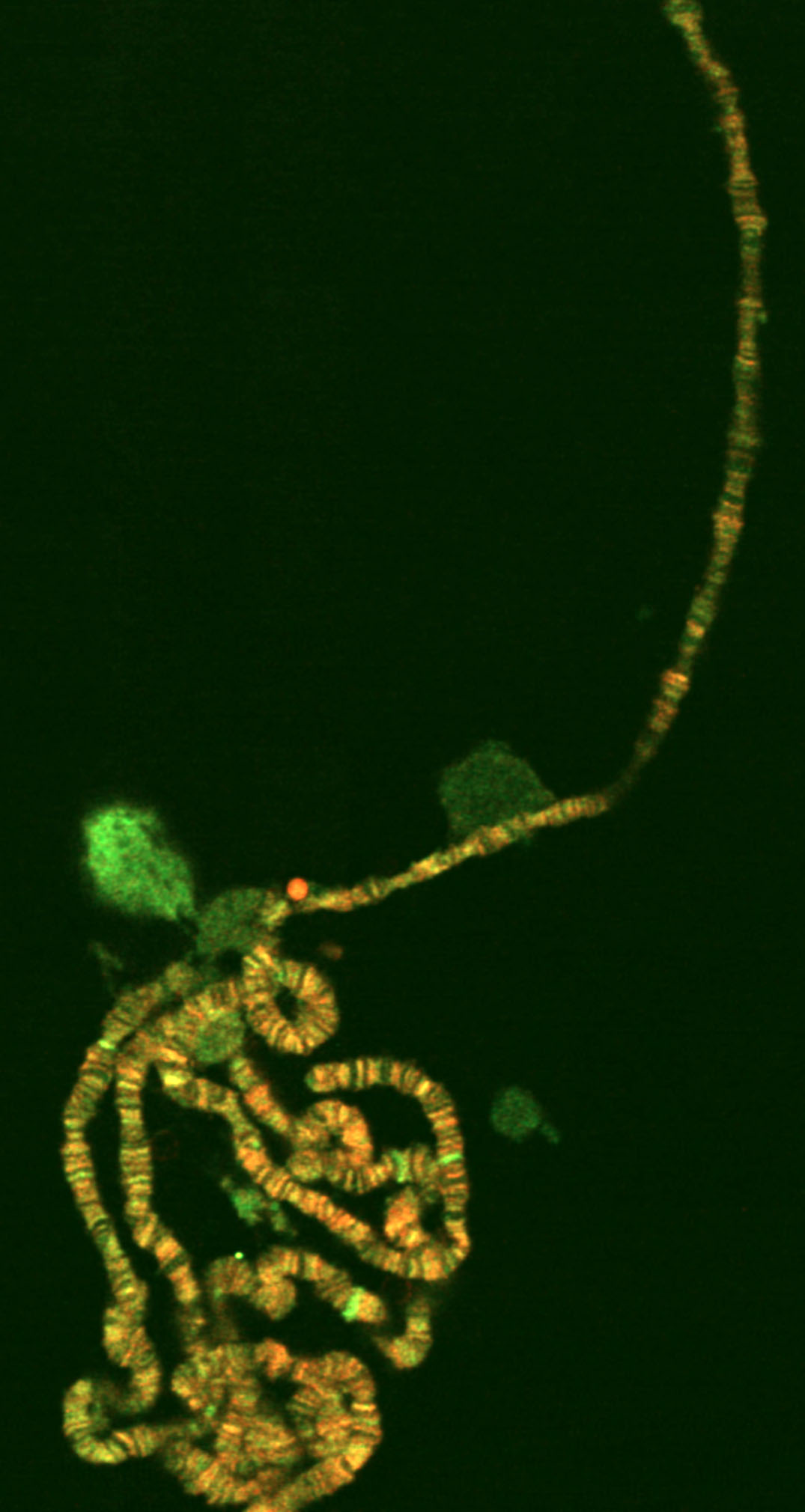
Chromosomy politeniczne wyizolowane z gruczołów ślinowych muchówki

Chromosomy politeniczne, chromosomy olbrzymie – chromosomy powstające w wyniku kilkukrotnej replikacji DNA, po której nie następują zwyczajowe podziały komórkowe. W ten sposób połączone chromatydy nie rozchodzą się (nie ulegają dekondensacji). Po raz pierwszy zostały one zaobserwowane w 1881 roku przez Édouarda-Gérarda Balbianiego w gruczołach ślinowych ochotek z rodzaju Chironomus. Na ich powierzchni występują miejsca lokalnego luźniejszego upakowania chromatyny zwane pierścieniami Balbianiego albo pufami.